# KV13
Le tombeau KV 13 situé dans la vallée des Rois, dans la nécropole thébaine sur la rive ouest du Nil face à Louxor en Égypte, a été utilisé comme sépulture pour le noble Bay de la XIXe dynastie. Il a plus tard été réutilisé pour Amonherkhépeshef et Montouherkhépeshef de la XXe dynastie.